# 90278 Caprese
90278 Caprese este o planetă minoră (asteroid), cu un diametru de 9,153 km, din Outer Main Belt⁠(d). A fost descoperită pe 24 februarie 2003 la  de  și a fost numită după Caprese Michelangelo. 
Obiectul prezintă o orbită caracterizată de o semiaxă mare de 3,2292248641579 UAi, o excentricitate de 0,075263144274598, o înclinație de 20,562277137594 ° în raport cu ecliptica.